# 杰西-杰伊·安德森
杰西-杰伊·安德森（英語：Jasey-Jay Anderson，1975年4月13日—），加拿大男子单板滑雪运动员。他曾代表加拿大参加1998年、2002年、2006年、2010年、2014年和2018年冬季奥林匹克运动会单板滑雪比赛，获得一枚金牌。